# Forta

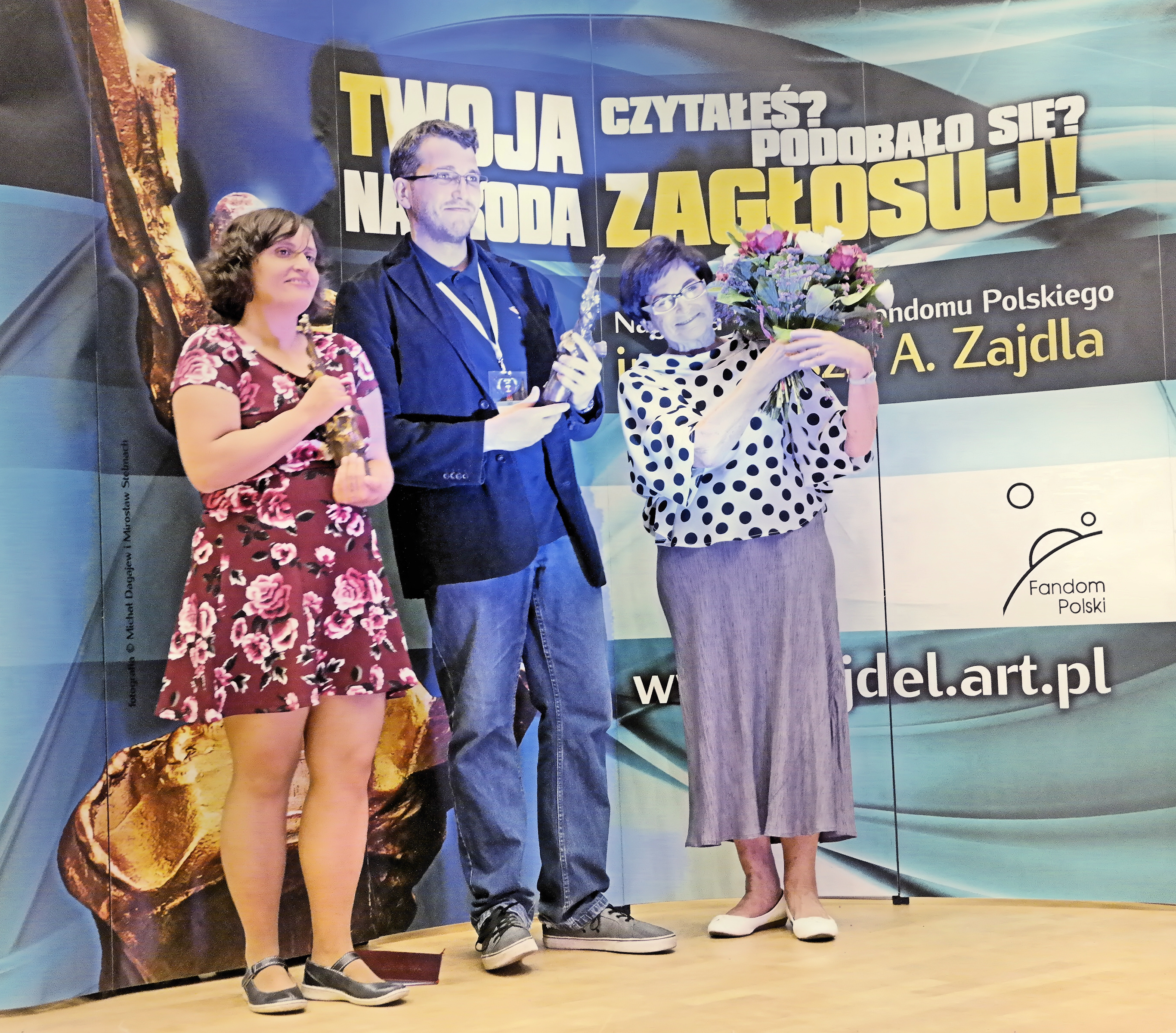
Michał Cholewa (w środku) z nagrodą za powieść, Polcon 2015

Forta – powieść science-fiction polskiego pisarza Michała Cholewy z 2014 roku. W 2015 roku została nagrodzona Nagrodą im. Janusza A. Zajdla. Jest trzecim tomem cyklu Algorytm Wojny. Należy do nurtu militarnej SF.

## Fabuła
Atropos to skalista i pogrążona w ciemności planeta. Znajdująca się na niej kolonia na wiele lat została odcięta od reszty ludzkości. Po latach na pokładzie unijnego krążownika przybywa ekspedycja ratunkowa. Odcięci od wsparcia na surowej planecie, żołnierze Unii muszą stawić czoła tajemniczemu wrogowi, by rozwiązać zagadkę z czasów świata, który przeminął. Kapral Wierzbowski oraz jego oddział zostaje wciągnięty w niebezpieczną grę.